# Walter Lini
Walter Hadye Lini, född 1942, död 1999, var en anglikansk präst, grundare av Vanua'aku Pati och Vanuatus förste premiärminister (1980-1991).
Han var född på Pentecost Island. 
Regeringen Lini hade ansträngda relationer till USA och en del andra västländer, p.g.a. sina nära förbindelser med olika socialistiska regimer och sitt starka motstånd mot kärnvapenprov i regionen.
Lini stödde den kanakiska befrielserörelsen i Nya Kaledonien och Vanuatu var, under hans styre, det enda landet i regionen som stödde Östtimors kamp mot den indonesiska ockupationsmakten.
1991 tvingade meningsmotståndare inom det egna partiet bort Lini från premiärministerposten.
Han hoppade då av Vanua'aku Pati och bildade Vanuatu National United Party (VNUP) som han ledde fram till sin död den 21 februari 1999, i huvudstaden Port Vila. 
Hans syskon, Hilda och Ham Lini, är också politiskt aktiva. Den sistnämnde efterträdde Walter Lini som partiledare för VNUP och valdes 2004 till premiärminister.